# کراینی دول
کراینی دول (به بلغاری: Krayni Dol) یک منطقهٔ مسکونی در بلغارستان است که در شهرستان دوپنیتسا واقع شده‌است.